# Shashe-Mooke
Shashe-Mooke est une ville du Botswana.